# Fuad Alijev (1983)
Fuad Alijev (* 28. července 1983) je bývalý ázerbájdžánský zápasník – klasik.

## Sportovní kariéra
Zápasení se věnoval od 10 let. Připravoval se v Baku, kde se specializoval na řecko-římský (klasický) styl. V ázerbájdžánské mužské reprezentaci se pohyboval od roku 2006 ve váze do 60 kg. V roce 2008 prohrál olympijskou nominaci na olympijské hry v Pekingu s Vitali Rahimovem. Sportovní kariéru ukončil v roce 2012.
V ázerbájdžánské reprezentaci se později pohyboval jeho jmenovec Fuad Alijev (*1992).

## Výsledky
| Turnaj             | 2006 | 2007 | 2008 | 2009 |
| Turnaj             | 23   | 24   | 25   | 26   |
| Turnaj             | -60  | -60  | -60  | -60  |
| ------------------ | ---- | ---- | ---- | ---- |
| Olympijské hry     |      |      | —    |      |
| Mistrovství světa  | —    | —    |      | —    |
| Mistrovství Evropy | 3.   | úč.  | úč.  | 5.   |